# Partido Democrático Ecológico
O Partido Democrático Ecológico (em alemão: Ökologisch-Demokratische Partei) é um partido político conservador verde na Alemanha, fundado em 1982 como sucessor legal do Futuro de Ação Verde (Grüne Aktion Zukunft), da Lista Verde para a Proteção Ambiental (Grüne Liste Umweltschutz) e do Grupo de Trabalho de Política Ecológica (Arbeitsgemeinschaft Ökologische Politik). As principais áreas de atuação do partido são a democracia, a política ambiental e a política familiar.
Apesar de se tratar de um partido de pequena dimensão, o Partido Democrático Ecológico tem uma deputada no Parlamento Europeu, vários representantes municipais e conta com 2% dos votos desde 1990 na Baviera.

## Ideologia
No seu auge, na década de 1990, a posição política do partido não era clara. No entanto, a maioria dos cientistas políticos considerava o partido nominalmente de centro-direita. O cientista político alemão Jürgen Wüst chamou o partido de centro-direita em 1993, citando a proximidade ideológica do partido com o filósofo católico Robert Spaemann.  O partido reposicionou-se após o colapso eleitoral e a perda de muitos membros no início dos anos 2000 - o partido perdeu dois terços de seu eleitorado nas eleições federais alemãs de 2002 e não participou nas eleições federais alemãs de 2005. Depois disso, o partido sofreu uma “profunda mudança para a esquerda”.  A partir de 2005, o partido é considerado de centro-esquerda por cientistas políticos alemães como Heinz-Siegfried Strelow.
O partido é predominantemente católico - de acordo com uma sondagem de 2008, 70% do partido era composto por católicos. A maioria (55%) dos membros do partido frequenta serviços religiosos pelo menos uma vez por mês, o que é maior do que em partidos confessionais cristãos como a CDU e a CSU. O ÖDP é influenciado pelo catolicismo em muitas das suas posições programáticas: ele opõe-se fortemente à restrição do direito de asilo, punições criminais mais severas e ao aborto. Além disso, o ÖDP apoia firmemente uma extensão do estado-providência alemão e uma eliminação completa da energia nuclear. Segundo Uwe Kranenpohl, a oposição do ÖDP ao aborto é ainda mais forte do que na CDU/CSU; Kranenpohl escreve:
As atitudes em relação à questão do aborto são particularmente dignas de nota: sem surpresa, as diferenças entre os membros do ÖDP e os Verdes são aqui maiores - os primeiros rejeitam a liberalização na mesma medida que os segundos a apoiam - mas um terço dos membros da CDU e da CSU são também favoráveis a uma regulamentação menos rigorosa desta questão, o que revela também diferenças claras com o ÖDP. [...] Em termos da sua estrutura denominacional e filiação eclesial, o ÖDP é semelhante aos membros do partido CDU/CSU, mas tira conclusões diferentes da sua orientação cristã e representa consistentemente e em grande medida consensualmente o conceito de proteção abrangente da vida: estes pontos centrais do programa do partido refletem, portanto, muito bem as convicções políticas dos membros e são capazes de servir de suporte para os 'Verdes Cristãos'.
Diz-se que o partido segue valores cristãos, e o cientista político alemão Oliver Geden descreveu o partido como "católico de esquerda". Diz-se também que é moralmente conservador. Seguindo a doutrina social católica, um princípio central do programa do partido é o "respeito pela vida", que é considerada "sagrada em todas as suas formas". Isto resulta em demandas pela proteção da natureza e do meio ambiente e um ceticismo fundamental em relação a intervenções "artificiais" na natureza. Nisto, o partido inclui o aborto, a eutanásia e intervenções médicas para prolongar a vida. Para esse fim, o partido opõe-se à interrupção voluntária da gravidez, à eutanásia e à pena de morte.
O foco do partido no ambientalismo, que é frequentemente combinado com o conservadorismo moral - por exemplo, a sua campanha de 2009 "para uma verdadeira proteção contra o tabagismo", que atraiu a atenção nacional, condenou o tabagismo tanto por motivos ambientais como morais. O partido propõe mais restrições e uma perseguição mais dura à violência e à pornografia nos meios de comunicação.
Economicamente, o partido é de esquerda e está comprometido com o decrescimento. Centra-se na economia sustentável e apela a que a Alemanha tenha 100% da sua energia proveniente de fontes renováveis, uma "transição de mobilidade" abrangente que reduziria o tráfego automóvel em pelo menos 50%, um abastecimento nacional de água de propriedade pública e uma introdução de um rendimento básico universal para os pais, de modo a cobrir os custos materiais dos filhos. O ÖDP também apela ao encerramento imediato das centrais nucleares, ao alojamento adequado dos animais na agricultura, aos esforços para reduzir o consumo de carne e à reestruturação ecológica da agricultura.

## Resultados Eleitorais

### Eleições legislativas
| Data | Líder                    | M. Uninominal  | M. Uninominal  | M. Uninominal  | M. Uninominal  | M. Proporcional | M. Proporcional | M. Proporcional | M. Proporcional | Deputados      | +/-            | Status            | Notas |
| Data | Líder                    | CI.            | Votos          | %              | +/-            | CI.             | Votos           | %               | +/-             | Deputados      | +/-            | Status            | Notas |
| ---- | ------------------------ | -------------- | -------------- | -------------- | -------------- | --------------- | --------------- | --------------- | --------------- | -------------- | -------------- | ----------------- | ----- |
| 1983 | Herbert Gruhl            | 9.º            | 3 341          | 0,0 / 100,0    |                | 9.º             | 11 028          | 0,0 / 100,0     |                 | 0 / 520        |                | Extra-parlamentar |       |
| 1987 | Herbert Gruhl            | 7.º            | 40 765         | 0,1 / 100,0    | 0,1            | 7.º             | 109 152         | 0,3 / 100,0     | 0,3             | 0 / 518        | Estável        | Extra-parlamentar |       |
| 1990 | Hans-Joachim Ritter      | 10.º           | 243 469        | 0,5 / 100,0    | 0,2            | 10.º            | 205 206         | 0,4 / 100,0     | 0,1             | 0 / 662        | Estável        | Extra-parlamentar |       |
| 1994 | Bernd Richter            | 9.º            | 200 138        | 0,4 / 100,0    | 0,1            | 9.º             | 183 715         | 0,4 / 100,0     | Estável         | 0 / 672        | Estável        | Extra-parlamentar |       |
| 1998 | Susanne Bachmaier        | 8.º            | 145 308        | 0,3 / 100,0    | 0,1            | 14.º            | 98 257          | 0,2 / 100,0     | 0,2             | 0 / 669        | Estável        | Extra-parlamentar |       |
| 2002 | Uwe Dolata               | 11.º           | 56 593         | 0,1 / 100,0    | 0,2            | 13.º            | 56 898          | 0,1 / 100,0     | 0,1             | 0 / 603        | Estável        | Extra-parlamentar |       |
| 2005 | Não participou           | Não participou | Não participou | Não participou | Não participou | Não participou  | Não participou  | Não participou  | Não participou  | Não participou | Não participou | Não participou    |       |
| 2009 | Klaus Buchner            | 8.º            | 105 653        | 0,2 / 100,0    |                | 11.º            | 132 249         | 0,3 / 100,0     |                 | 0 / 622        |                | Extra-parlamentar |       |
| 2013 | Sebastian Frankenberger  | 11.º           | 128 209        | 0,3 / 100,0    | 0,1            | 12.º            | 127 088         | 0,3 / 100,0     | Estável         | 0 / 631        | Estável        | Extra-parlamentar |       |
| 2017 | Gabriela Schimmer-Göresz | 10.º           | 166 228        | 0,4 / 100,0    | 0,1            | 12.º            | 144 809         | 0,3 / 100,0     | Estável         | 0 / 709        | Estável        | Extra-parlamentar |       |

### Eleições europeias
| Data | CI.  | Votos   | %             | +/-  | Deputados | +/-     |
| ---- | ---- | ------- | ------------- | ---- | --------- | ------- |
| 1984 | 10.º | 77 026  | 0,31 / 100,00 |      | 0 / 81    |         |
| 1989 | 8.º  | 184 309 | 0,65 / 100,00 | 0,34 | 0 / 81    | Estável |
| 1994 | 10.º | 273 776 | 0,77 / 100,00 | 0,12 | 0 / 99    | Estável |
| 1999 | 12.º | 100 048 | 0,37 / 100,00 | 0,40 | 0 / 99    | Estável |
| 2004 | 10.º | 145 537 | 0,56 / 100,00 | 0,19 | 0 / 99    | Estável |
| 2009 | 13.º | 134 893 | 0,51 / 100,00 | 0,05 | 0 / 99    | Estável |
| 2014 | 13.º | 185 244 | 0,69 / 100,00 | 0,18 | 1 / 96    | 1       |
| 2019 | 11.º | 369 869 | 0,99 / 100,00 | 0,30 | 1 / 96    | Estável |